# Desa Mendogo (administrativ by i Indonesien, lat -7,09, long 112,49)
Desa Mendogo är en administrativ by i Indonesien.   Den ligger i provinsen Jawa Timur, i den västra delen av landet, 600 km öster om huvudstaden Jakarta.